# Ferry Stocker

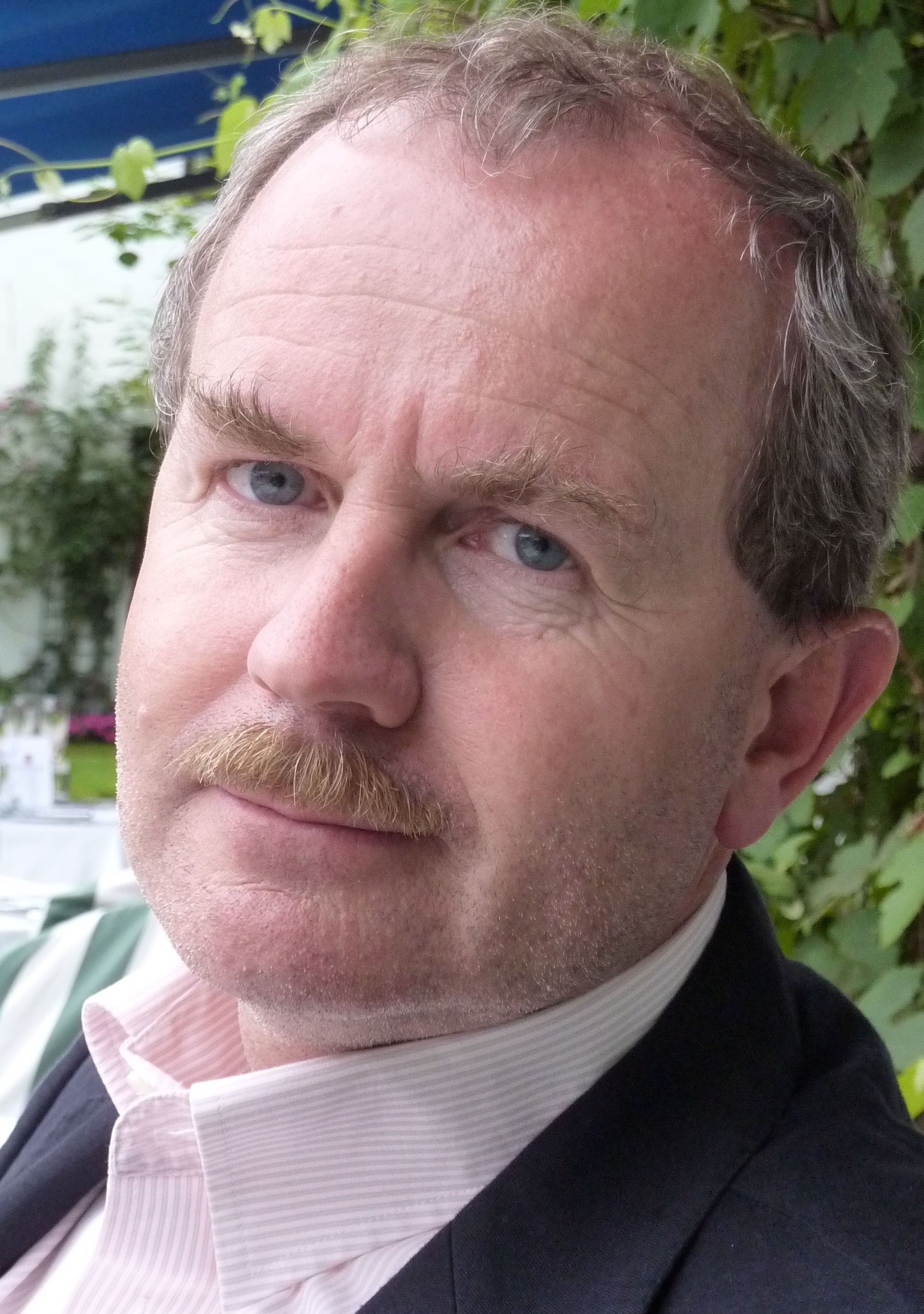
Ferry Stocker

Ferry Stocker (* 1961 in Lienz, Osttirol) ist ein österreichischer Volkswirt.
Stocker studierte nach Absolvierung des Gymnasiums in Villach und des Abiturientenkurses an der Handelsakademie I in Klagenfurt ab 1981 an der Wirtschaftsuniversität Wien. 1986 erwarb er zunächst das Magisterium der Handelswissenschaften, studierte dann Volkswirtschaftslehre und erwarb das Doktorat (mit Auszeichnung) im Jahre 1991.
Von 1987 bis 1997 war er Assistent am Institut für Volkswirtschaftstheorie und -politik, ebenfalls an der Wirtschaftsuniversität Wien, bei J. Hanns Pichler. Dann wechselte er als Studiengangsleiter für „Wirtschaft“ an die Fachhochschule Wiener Neustadt, an der er von 1999 bis 2009 auch als Vorsitzender des Fachhochschulkollegiums tätig war. In dieser Zeit baute er, gemeinsam mit einem Team von Wissenschaftern und Praktikern, die wirtschaftswissenschaftlichen Studiengänge an der FH Wiener Neustadt auf und war auch federführend bei der Umstellung der Diplomstudiengänge auf die Bologna-Struktur (Bachelor-Master). Darüber hinaus engagierte er sich in der Österreichischen Fachhochschulkonferenz (FHK) und war Vorstandsmitglied sowie Leiter des FHK-Ausschusses für Qualitätsmanagement.
Von 1994 bis 2016 war er Fachbereichsleiter für Volkswirtschaftslehre und Wissenschaftstheorie an der Fachhochschule Wiener Neustadt. Ferry Stocker ist Lektor für Volkswirtschaftslehre an der Wirtschaftsuniversität Wien der Technischen Universität Wien, der Modul University Vienna und an der Donau-Universität Krems. Seine Lehrtätigkeit führt ihn auch an ausländische Hochschulen und Universitäten. Er schreibt regelmäßig Kommentare zu wirtschaftlichen Themen in der österreichischen Tageszeitung Die Presse, in Foren und Fachjournalen und hält Vorträge für Unternehmen und Institutionen zu aktuellen wirtschaftlichen Fragestellungen.
Zu Stockers Forschungsschwerpunkten zählen neben angewandter Mikroökonomik (Marktstudien und Cost-Benefit-Analysen) die theoretische wie empirische Finanzmarktforschung (z. B. der österreichische Markt für Unternehmensanleihen) und zentrale Fragestellungen zur europäischen monetären Integration.

## Werke
- Spaß mit Mikro: Praktische Mikroökonomik für (ver)zweifelnde Studierende 8. Auflage[1]. Oldenbourg Verlag, München/Wien 2001, ISBN 3-486-25853-2.
- Mikroökonomik: Repetitorium und Übungen. 3. Auflage. Oldenbourg Verlag, München/Wien 2004, ISBN 3-486-27509-7.
- Moderne Volkswirtschaftslehre: Logik der Marktwirtschaft. 7. Auflage. Oldenbourg Verlag, München/Wien 2014, ISBN 978-3-486-58576-6.
- Der Euro: Kritischer Dialog und erläuterndes Glossar. 2. Auflage. Oldenbourg Verlag, München/Wien 2001, ISBN 3-7089-0511-3.
- Zahltag: Schulden- und Wirtschaftskrise und ökonomische Prinzipien. 2. Auflage[2]. Facultas Verlag, Wien 2010, ISBN 978-3-7089-0511-2.
- Unternehmensanleihen und Crowdfunding: Rechtliche und wirtschaftliche Grundlagen und Aspekte Broschiert – 1. Januar 2015 von Gerhard Saria (Autor), Ferry Stocker (Autor) Manz Verlag, ISBN 978-3214011956